# Sycon ampulla
Sycon ampulla är en svampdjursart som först beskrevs av Ernst Haeckel 1870.  Sycon ampulla ingår i släktet Sycon och familjen Sycettidae. Inga underarter finns listade i Catalogue of Life.